# 블라디미르 베흐테레프

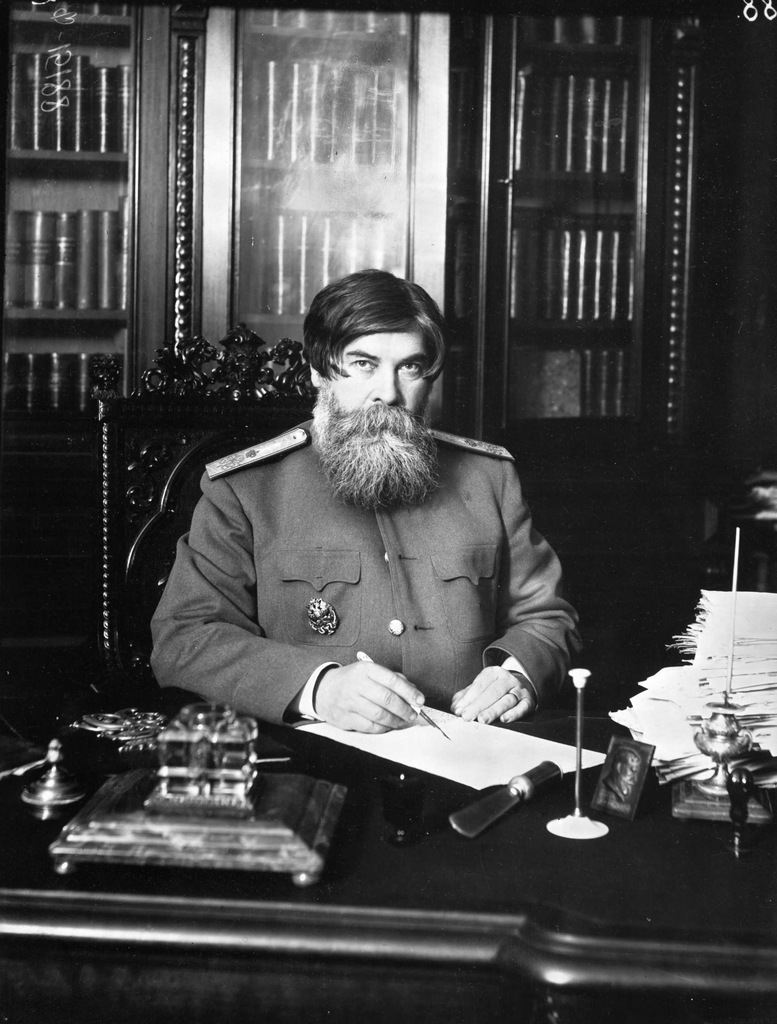

블라디미르 미하일로비치 베흐테레프(러시아어: Влади́мир Миха́йлович Бе́хтерев, 1857년 1월 20일~1927년 12월 24일)는 러시아의 신경학자이자 객관적 심리학의 아버지이다. 기억에서 해마체의 역할, 반사 신경 연구, 베흐테레프병(Bekhterev's disease)에 대한 연구로 가장 잘 알려져 있다. 또한 그는 조건 반사 연구에 관해 이반 파블로프와 학문적 대립을 한 것으로 유명하다.
그의 갑작스러운 죽음으로 인해 그가 이오시프 스탈린의 명령에 따라 죽었다는 소문이 돌았다. 베흐테레프가 스탈린 사망 직전에 의학적 진단을 실시했는데, 이는 소련 독재자의 지위에 정치적으로 해를 끼치는 것으로 여겨졌기 때문이다. 이에 대해서는 직접적인 증거가 부족하여 학자들 사이에서 여전히 논란이 되고 있다.

## 같이 보기
- 의사들의 음모